# Габрили
42°34′ пн. ш. 18°17′ сх. д. / 42.57° пн. ш. 18.28° сх. д.
Габрили (хорв. Gabrili) — населений пункт у Хорватії, у Дубровницько-Неретванській жупанії у складі громади Конавле.

## Населення
Населення за даними перепису 2011 року становило 210 осіб.
Динаміка чисельності населення поселення: